# 한 번쯤 멈출 수 밖에
한 번쯤 멈출수 밖에는 2022년 1월 6일부터 2022년 3월 31일까지 방송된 여행 전문 교양 프로그램이다.

## 기획 의도
대한민국의 아름다운 길들 위로 떠나는, 한 박자 느린 슬로 기행 다큐멘터리 프로그램이다.

## 방송 일정
| 방송 채널 | 방송일                           | 방송 시간                |
| --------- | -------------------------------- | ------------------------ |
| KBS 2TV   | 2022년 1월 6일 ~ 2022년 3월 31일 | 매주 목 밤 10:40 ~ 11:40 |

## 출연자
- 이금희
- 이선희

## 에피소드 목록
| 회차 | 방송일   | 부제                           | 비고 |
| ---- | -------- | ------------------------------ | ---- |
| 1회  | 1월 6일  | 잃어버린 것에 대하여 - 부산    |      |
| 2회  | 1월 13일 | 오늘도 평화로움 - 강원 고성    |      |
| 3회  | 1월 20   | 다시 꿈 - 강원 삼척            |      |
| 4회  | 1월 27일 | 봄인가 '봄' - 제주도           |      |
| 5회  | 2월 3일  | 오히려 좋아 - 제주도(2)        |      |
| 6회  | 2월 17일 | 이토록 달콤한 수가 - 충남 부여 |      |
| 7회  | 2월 24일 | 위로가 필요해 - 강화도         |      |
| 8회  | 3월 3일  | 그래도 괜찮아 - 전남 목포      |      |
| 9회  | 3월 10일 | 오늘은 화사하게 - 서울         |      |
| 10회 | 3월 17일 | 이젠 그랬으면 - 강원 평창      |      |
| 11회 | 3월 24일 | 마음의 소리 - 전북 전주        |      |
| 12회 | 3월 31일 | 벌써 그리움 – 전북 부안        |      |

## 같이 보기
관련 항목
- 여행

방송 프로그램
- 김영철의 동네 한 바퀴 (KBS 1TV)
- 정해인의 걸어보고서 (KBS 2TV)
- 세계테마기행, 한국기행 (EBS 1TV)
- 정글의 법칙, 공생의 법칙 (SBS TV)
- 나는 자연인이다, 오지GO, 여행생활자 집시맨 (MBN)
- 세계도시여행 (MBN)